# ديفيد سانتيستيبان
ديفيد سانتيستيبان (بالإسبانية: David Santisteban)‏ هو لاعب كرة قدم إسباني، ولد في 26 يونيو 2001 في لا أونيون في إسبانيا.